# Чемпионат СССР по вольной борьбе 1952
8-й Чемпионат СССР по вольной борьбе проходил в Баку с 7 по 10 декабря 1952 года. В соревнованиях участвовало 144 борца.

## Медалисты
| Весовая категория | Золото                                    | Серебро                                        | Бронза                                   |
| ----------------- | ----------------------------------------- | ---------------------------------------------- | ---------------------------------------- |
| Наилегчайший вес  | Муса Бабаев «Искра» (Баку)                | Игорь Караваев «Динамо» (Москва)               | Илья Асланов «Трактор» (Ростов-на-Дону)  |
| Легчайший вес     | Варлам Гигиадзе «Искра» (Тбилиси)         | А. Литвинов Советская Армия (Москва)           | Шалва Нозадзе «Спартак» (Тбилиси)        |
| Полулёгкий вес    | Ибрагимпаша Дадашев «Динамо» (Баку)       | Николай Музашвили «Динамо» (Тбилиси)           | З. Дентошвили «Динамо» (Тбилиси)         |
| Лёгкий вес        | Арменак Ялтырян «Динамо» (Киев)           | Василий Илуридзе «Искра» (Тбилиси)             | Бакур Асратян «Искра» (Ереван)           |
| Полусредний вес   | Вахтанг Балавадзе «Наука» (Тбилиси)       | Мухтар Дадашев «Динамо» (Баку)                 | Асланбек Дзгоев «Спартак» (Орджоникидзе) |
| Средний вес       | Давид Цимакуридзе «Искра» (Тбилиси)       | Сергей Преображенский «Динамо» (Ленинград)     | Николай Комов «Наука» (Киев)             |
| Полутяжёлый вес   | Аугуст Энглас Советская Армия (Ленинград) | Борис Кулаев «Спартак» (Владикавказ)           | Оттар Канделаки «Динамо» (Тбилиси)       |
| Тяжёлый вес       | Арсен Мекокишвили «Динамо» (Москва)       | Савкудз Дзарасов Советская Армия (Владикавказ) | Михаил Герасимов «Искра» (Москва)        |